# UEFA Champions League 2024-2025 (fase a eliminazione diretta)
La fase a eliminazione diretta della UEFA Champions League 2024-2025 si è disputata tra l'11 febbraio 2025 e il 31 maggio 2025. Hanno partecipato a questa fase della competizione 24 club: le due semifinaliste vincenti si sono sfidate nella finale di Monaco di Baviera (Germania).

## Date
Tutti i sorteggi si svolgono presso il quartier generale dell'UEFA a Nyon (Svizzera).
| Turno            | Sorteggio                       | Andata                                               | Ritorno                                              |
| ---------------- | ------------------------------- | ---------------------------------------------------- | ---------------------------------------------------- |
| Spareggi         | 31 gennaio 2025, ore 12:00 CET  | 11-12 febbraio 2025                                  | 18-19 febbraio 2025                                  |
| Ottavi di finale | 21 febbraio 2025, ore 12:00 CET | 4-5 marzo 2025                                       | 11-12 marzo 2025                                     |
| Quarti di finale | 21 febbraio 2025, ore 12:00 CET | 8-9 aprile 2025                                      | 15-16 aprile 2025                                    |
| Semifinali       | 21 febbraio 2025, ore 12:00 CET | 29-30 aprile 2025                                    | 6-7 maggio 2025                                      |
| Finale           | N.D.                            | 31 maggio 2025 all'Allianz Arena (Monaco di Baviera) | 31 maggio 2025 all'Allianz Arena (Monaco di Baviera) |

## Formato
Partecipano alla fase a eliminazione diretta 24 squadre: gli 8 club che si sono classificati dal primo all'ottavo posto nella fase campionato sono qualificati direttamente agli ottavi di finale, mentre i 16 club classificati dal nono al ventiquattresimo posto partecipano agli spareggi.
Ogni turno della fase a eliminazione diretta, eccetto la finale, viene disputato in gara doppia (andata e ritorno), in modo che ogni squadra possa giocare una gara in casa. Si qualifica al turno successivo la squadra che nel computo totale realizza più gol. Il 24 giugno 2021, l'UEFA ha approvato l'abolizione della regola dei gol in trasferta, che era stata usata dal 1965. Se al termine delle partite di andata e ritorno le due squadre hanno segnato in totale lo stesso numero di reti, il vincitore non è deciso da chi ha segnato più reti in trasferta, ma dalla disputa dei tempi supplementari. In caso di ulteriore parità, il vincitore è deciso tramite la disputa dei tiri di rigore. Nella finale, giocata in gara secca, se al termine dei tempi regolamentari il punteggio è di parità, si procede con la disputa dei tempi supplementari seguiti, eventualmente, dai tiri di rigore.

### Procedura del sorteggio
Nella fase a eliminazione diretta squadre della stessa Federazione possono affrontarsi in qualsiasi turno.
Il meccanismo dei sorteggi per ogni turno è il seguente:
- Nel sorteggio degli spareggi, le otto squadre che terminano la fase campionato nelle posizioni 9–16 sono teste di serie, mentre le otto squadre che terminano la fase campionato nelle posizioni 17–24 non sono teste di serie. Il sorteggio è diviso in quattro sezioni in base al predeterminato tabellone, con le squadre teste di serie in ogni sezione sorteggiate contro una delle loro due possibili avversarie non teste di serie. Le squadre teste di serie giocano la gara di ritorno in casa.
- Nel sorteggio per gli ottavi di finale, le otto squadre che terminano la fase campionato nelle posizioni 1–8 sono teste di serie, e le otto vincitrici degli spareggi non sono teste di serie. Il sorteggio è diviso in quattro sezioni in base al predeterminato tabellone, con le squadre teste di serie in ogni sezione sorteggiate contro una delle loro due possibili avversarie non teste di serie. Le squadre teste di serie giocano la gara di ritorno in casa.
- Nel sorteggio dei quarti di finale e delle semifinali, gli abbinamenti esatti delle partite sono predeterminati in base al tabellone. Si effettua un sorteggio solo per determinare quale squadra gioca la partita d'andata in casa. La vincitrice della prima semifinale è designata come squadra di casa per la finale per scopi amministrativi, giocata in campo neutro.

### Abbinamenti del tabellone
Gli abbinamenti del tabellone sono parzialmente prestabiliti, con uno schema simmetrico su entrambi i lati. Le posizioni delle squadre nel tabellone sono determinati dalla classifica finale nella fase campionato, assicurando che le squadre con un punteggio più alto affrontino avversari con un punteggio più basso nei turni precedenti. Pertanto, le prime due squadre della fase campionato non possono incontrarsi fino alla finale.
La struttura del tabellone è riassunta come segue, con gli abbinamenti esatti degli spareggi e degli ottavi di finale determinati da un sorteggio:
- Spareggi
  - Primo abbinamento: 9ª/10ª classificata contro 23ª/24ª classificata
  - Secondo abbinamento: 11ª/12ª classificata contro 21ª/22ª classificata
  - Terzo abbinamento: 13ª/14ª classificata contro 19ª/20ª classificata
  - Quarto abbinamento: 15ª/16ª classificata contro 17ª/18ª classificata
- Ottavi di finale
  - Abbinamento A: 1ª/2ª classificata contro la vincintrice del quarto abbinamento
  - Abbinamento B: 3ª/4ª classificata contro la vincitrice del terzo abbinamento
  - Abbinamento C: 5ª/6ª classificata contro la vincitrice del secondo abbinamento
  - Abbinamento D: 7ª/8ª classificata contro la vincitrice del primo abbinamento
- Quarti di finale
  - Primo abbinamento: vincitrice abbinamento A contro vincitrice abbinamento D
  - Secondo abbinamento: vincitrice abbinamento B contro vincitrice abbinamento C
- Semifinali: vincitrice primo abbinamento contro vincitrice secondo abbinamento

## Squadre
| Legenda                                         |
| ----------------------------------------------- |
| Finalisti della UEFA Champions League 2024-2025 |
| Semifinalisti                                   |
| Eliminati ai quarti di finale                   |
| Eliminati agli ottavi di finale                 |
| Eliminati agli spareggi                         |

| Squadre          | Coeff   |
| ---------------- | ------- |
| Liverpool        | 114.000 |
| Barcellona       | 91.000  |
| Arsenal          | 72.000  |
| Inter            | 101.000 |
| Atlético Madrid  | 89.000  |
| Bayer Leverkusen | 90.000  |
| Lilla            | 47.000  |
| Aston Villa      | 20.860  |

| Squadre             | Coeff   |
| ------------------- | ------- |
| Atalanta            | 81.000  |
| Borussia Dortmund   | 97.000  |
| Real Madrid         | 136.000 |
| Bayern Monaco       | 144.000 |
| Milan               | 59.000  |
| PSV                 | 54.000  |
| Paris Saint-Germain | 116.000 |
| Benfica             | 79.000  |

| Squadre          | Coeff   |
| ---------------- | ------- |
| Monaco           | 24.000  |
| Brest            | 13.366  |
| Feyenoord        | 57.000  |
| Juventus         | 80.000  |
| Celtic           | 32.000  |
| Manchester City  | 148.000 |
| Sporting Lisbona | 54.500  |
| Club Bruges      | 64.000  |

## Tabellone
|  | Spareggi            | Spareggi            | Spareggi | Spareggi |   |                     | Ottavi di finale | Ottavi di finale | Ottavi di finale  | Ottavi di finale |                           |            | Quarti di finale | Quarti di finale | Quarti di finale | Quarti di finale |                     |   | Semifinali | Semifinali | Semifinali | Semifinali |  |  | Finale | Finale |
|  |                     |                     |          |          |   |                     |                  |                  |                   |                  |                           |            |                  |                  |                  |                  |                     |   |            |            |            |            |  |  |        |        |
|  | Juventus            | 2                   | 1        | 3        |   |                     | PSV              | 1                | 2                 | 3                |                           |            |                  |                  |                  |                  |                     |   |            |            |            |            |  |  |        |        |
|  | PSV (dts)           | 1                   | 3        | 4        |   |                     | Arsenal          | 7                | 2                 | 9                |                           |            |                  |                  |                  |                  |                     |   |            |            |            |            |  |  |        |        |
|  | PSV (dts)           | 1                   | 3        | 4        |   | Arsenal             | Arsenal          | 7                | 2                 | 9                | 3                         | 2          | 5                |                  |                  |                  |                     |   |            |            |            |            |  |  |        |        |
|  |                     |                     |          |          |   |                     |                  |                  |                   |                  | 3                         | 2          | 5                |                  |                  |                  |                     |   |            |            |            |            |  |  |        |        |
|  |                     | Real Madrid         | 0        | 1        | 1 |                     |                  |                  |                   |                  |                           |            |                  |                  |                  |                  |                     |   |            |            |            |            |  |  |        |        |
|  | Manchester City     | Real Madrid         | 0        | 1        | 1 | 2                   | 1                | 3                | Real Madrid (dtr) | 2                | 0                         | 2 (4)      |                  |                  |                  |                  |                     |   |            |            |            |            |  |  |        |        |
|  | Manchester City     |                     |          |          |   | 2                   | 1                | 3                | Real Madrid (dtr) | 2                | 0                         | 2 (4)      |                  |                  |                  |                  |                     |   |            |            |            |            |  |  |        |        |
|  | Real Madrid         | 3                   | 3        | 6        |   |                     | Atlético Madrid  | 1                | 1                 | 2 (2)            |                           |            |                  |                  |                  |                  |                     |   |            |            |            |            |  |  |        |        |
|  | Real Madrid         | 3                   | 3        | 6        |   |                     |                  |                  |                   | 2 (2)            |                           | Arsenal    | 0                | 1                | 1                |                  |                     |   |            |            |            |            |  |  |        |        |
|  |                     |                     |          |          |   |                     |                  |                  |                   |                  |                           |            |                  |                  |                  |                  |                     |   |            |            |            |            |  |  |        |        |
|  |                     | Paris Saint-Germain | 1        | 2        | 3 |                     |                  |                  |                   |                  |                           |            |                  |                  |                  |                  |                     |   |            |            |            |            |  |  |        |        |
|  | Brest               | Paris Saint-Germain | 1        | 2        | 3 | 0                   | 0                | 0                |                   |                  | Paris Saint-Germain (dtr) | 0          | 1                | 1 (4)            |                  |                  |                     |   |            |            |            |            |  |  |        |        |
|  | Brest               |                     |          |          |   | 0                   | 0                | 0                |                   |                  | Paris Saint-Germain (dtr) | 0          | 1                | 1 (4)            |                  |                  |                     |   |            |            |            |            |  |  |        |        |
|  | Paris Saint-Germain | 3                   | 7        | 10       |   |                     | Liverpool        | 1                | 0                 | 1 (1)            |                           |            |                  |                  |                  |                  |                     |   |            |            |            |            |  |  |        |        |
|  | Paris Saint-Germain | 3                   | 7        | 10       |   | Paris Saint-Germain | Liverpool        | 1                | 0                 | 1 (1)            | 3                         | 2          | 5                |                  |                  |                  |                     |   |            |            |            |            |  |  |        |        |
|  |                     |                     |          |          |   |                     |                  |                  |                   |                  | 3                         | 2          | 5                |                  |                  |                  |                     |   |            |            |            |            |  |  |        |        |
|  |                     | Aston Villa         | 1        | 3        | 4 |                     |                  |                  |                   |                  |                           |            |                  |                  |                  |                  |                     |   |            |            |            |            |  |  |        |        |
|  | Club Bruges         | Aston Villa         | 1        | 3        | 4 | 2                   | 3                | 5                | Club Bruges       | 1                | 0                         | 1          |                  |                  |                  |                  |                     |   |            |            |            |            |  |  |        |        |
|  | Club Bruges         |                     |          |          |   | 2                   | 3                | 5                | Club Bruges       | 1                | 0                         | 1          |                  |                  |                  |                  |                     |   |            |            |            |            |  |  |        |        |
|  | Atalanta            | 1                   | 1        | 2        |   |                     | Aston Villa      | 3                | 3                 | 6                |                           |            |                  |                  |                  |                  |                     |   |            |            |            |            |  |  |        |        |
|  | Atalanta            | 1                   | 1        | 2        |   |                     |                  |                  |                   |                  |                           |            |                  |                  |                  |                  | Paris Saint-Germain | 5 |            |            |            |            |  |  |        |        |
|  |                     |                     |          |          |   |                     |                  |                  |                   |                  |                           |            |                  |                  |                  |                  |                     |   |            |            |            |            |  |  |        |        |
|  |                     | Inter               | 0        |          |   |                     |                  |                  |                   |                  |                           |            |                  |                  |                  |                  |                     |   |            |            |            |            |  |  |        |        |
|  | Monaco              | Inter               | 0        | 0        | 3 | 3                   |                  |                  | Benfica           | 0                | 1                         | 1          |                  |                  |                  |                  |                     |   |            |            |            |            |  |  |        |        |
|  | Monaco              |                     |          | 0        | 3 | 3                   |                  |                  | Benfica           | 0                | 1                         | 1          |                  |                  |                  |                  |                     |   |            |            |            |            |  |  |        |        |
|  | Benfica             | 1                   | 3        | 4        |   |                     | Barcellona       | 1                | 3                 | 4                |                           |            |                  |                  |                  |                  |                     |   |            |            |            |            |  |  |        |        |
|  | Benfica             | 1                   | 3        | 4        |   | Barcellona          | Barcellona       | 1                | 3                 | 4                | 4                         | 1          | 5                |                  |                  |                  |                     |   |            |            |            |            |  |  |        |        |
|  |                     |                     |          |          |   |                     |                  |                  |                   |                  | 4                         | 1          | 5                |                  |                  |                  |                     |   |            |            |            |            |  |  |        |        |
|  |                     | Borussia Dortmund   | 0        | 3        | 3 |                     |                  |                  |                   |                  |                           |            |                  |                  |                  |                  |                     |   |            |            |            |            |  |  |        |        |
|  | Sporting Lisbona    | Borussia Dortmund   | 0        | 3        | 3 | 0                   | 0                | 0                | Borussia Dortmund | 1                | 2                         | 3          |                  |                  |                  |                  |                     |   |            |            |            |            |  |  |        |        |
|  | Sporting Lisbona    |                     |          |          |   | 0                   | 0                | 0                | Borussia Dortmund | 1                | 2                         | 3          |                  |                  |                  |                  |                     |   |            |            |            |            |  |  |        |        |
|  | Borussia Dortmund   | 3                   | 0        | 3        |   |                     | Lilla            | 1                | 1                 | 2                |                           |            |                  |                  |                  |                  |                     |   |            |            |            |            |  |  |        |        |
|  | Borussia Dortmund   | 3                   | 0        | 3        |   |                     |                  |                  |                   | 2                |                           | Barcellona | 3                | 3                | 6                |                  |                     |   |            |            |            |            |  |  |        |        |
|  |                     |                     |          |          |   |                     |                  |                  |                   |                  |                           |            |                  |                  |                  |                  |                     |   |            |            |            |            |  |  |        |        |
|  |                     | Inter (dts)         | 3        | 4        | 7 |                     |                  |                  |                   |                  |                           |            |                  |                  |                  |                  |                     |   |            |            |            |            |  |  |        |        |
|  | Celtic              | Inter (dts)         | 3        | 4        | 7 | 1                   | 1                | 2                |                   |                  | Bayern Monaco             | 3          | 2                | 5                |                  |                  |                     |   |            |            |            |            |  |  |        |        |
|  | Celtic              |                     |          |          |   | 1                   | 1                | 2                |                   |                  | Bayern Monaco             | 3          | 2                | 5                |                  |                  |                     |   |            |            |            |            |  |  |        |        |
|  | Bayern Monaco       | 2                   | 1        | 3        |   |                     | Bayer Leverkusen | 0                | 0                 | 0                |                           |            |                  |                  |                  |                  |                     |   |            |            |            |            |  |  |        |        |
|  | Bayern Monaco       | 2                   | 1        | 3        |   | Bayern Monaco       | Bayer Leverkusen | 0                | 0                 | 0                | 1                         | 2          | 3                |                  |                  |                  |                     |   |            |            |            |            |  |  |        |        |
|  |                     |                     |          |          |   |                     |                  |                  |                   |                  | 1                         | 2          | 3                |                  |                  |                  |                     |   |            |            |            |            |  |  |        |        |
|  |                     | Inter               | 2        | 2        | 4 |                     |                  |                  |                   |                  |                           |            |                  |                  |                  |                  |                     |   |            |            |            |            |  |  |        |        |
|  | Feyenoord           | Inter               | 2        | 2        | 4 | 1                   | 1                | 2                | Feyenoord         | 0                | 1                         | 1          |                  |                  |                  |                  |                     |   |            |            |            |            |  |  |        |        |
|  | Feyenoord           |                     |          |          |   | 1                   | 1                | 2                | Feyenoord         | 0                | 1                         | 1          |                  |                  |                  |                  |                     |   |            |            |            |            |  |  |        |        |
|  | Milan               | 0                   | 1        | 1        |   |                     | Inter            | 2                | 2                 | 4                |                           |            |                  |                  |                  |                  |                     |   |            |            |            |            |  |  |        |        |

## Partite

### Spareggi

#### Sorteggio
Il sorteggio è diviso in quattro urne, in base agli abbinamenti prestabiliti per la fase a eliminazione diretta. Le squadre sono assegnate in base alla loro posizione finale nella fase campionato. Le squadre classificate dalla nona alla sedicesima posizione sono teste di serie, e giocano le partite di ritorno in casa, mentre le squadre classificate dalla diciassettesima alla ventiquattresima posizione non sono teste di serie.
| 9ª/10ª classificata vs 23ª/24ª classificata | 9ª/10ª classificata vs 23ª/24ª classificata | 11ª/12ª classificata vs 21ª/22ª classificata | 11ª/12ª classificata vs 21ª/22ª classificata |
| Teste di serie                              | Non teste di serie                          | Teste di serie                               | Non teste di serie                           |
| ------------------------------------------- | ------------------------------------------- | -------------------------------------------- | -------------------------------------------- |
| Atalanta Borussia Dortmund                  | Sporting Lisbona Club Bruges                | Real Madrid Bayern Monaco                    | Celtic Manchester City                       |

| 13ª/14ª classificata vs 19ª/20ª classificata | 13ª/14ª classificata vs 19ª/20ª classificata | 15ª/16ª classificata vs 17ª/18ª classificata | 15ª/16ª classificata vs 17ª/18ª classificata |
| Teste di serie                               | Non teste di serie                           | Teste di serie                               | Non teste di serie                           |
| -------------------------------------------- | -------------------------------------------- | -------------------------------------------- | -------------------------------------------- |
| Milan PSV                                    | Feyenoord Juventus                           | Paris Saint-Germain Benfica                  | Monaco Brest                                 |

#### Risultati
| Squadra 1        | Totale | Squadra 2           | Andata | Ritorno     |
| ---------------- | ------ | ------------------- | ------ | ----------- |
| Brest            | 0 - 10 | Paris Saint-Germain | 0 - 3  | 0 - 7       |
| Club Bruges      | 5 - 2  | Atalanta            | 2 - 1  | 3 - 1       |
| Manchester City  | 3 - 6  | Real Madrid         | 2 - 3  | 1 - 3       |
| Juventus         | 3 - 4  | PSV                 | 2 - 1  | 1 - 3 (dts) |
| Monaco           | 3 - 4  | Benfica             | 0 - 1  | 3 - 3       |
| Sporting Lisbona | 0 - 3  | Borussia Dortmund   | 0 - 3  | 0 - 0       |
| Celtic           | 2 - 3  | Bayern Monaco       | 1 - 2  | 1 - 1       |
| Feyenoord        | 2 - 1  | Milan               | 1 - 0  | 1 - 1       |

##### Andata
| Arbitro: | Irfan Peljto |

|  |           |                                     |
|  | Marcatori | 21’ (rig.) Vitinha 45’, 66’ Dembélé |

| Arbitro: | Clément Turpin |

|                         |           |                                      |
| Haaland 19’, 80’ (rig.) | Marcatori | 60’ Mbappé 86’ Díaz 90+2’ Bellingham |

| Arbitro: | Daniel Siebert |

|                           |           |             |
| McKennie 34’ Mbangula 82’ | Marcatori | 56’ Perišić |

| Arbitro: | Espen Eskås |

|  |           |                                   |
|  | Marcatori | 60’ Guirassy 68’ Groß 82’ Adeyemi |

| Arbitro: | Halil Umut Meler |

|                                 |           |             |
| Jutglà 15’ Nilsson 90+4’ (rig.) | Marcatori | 41’ Pašalić |

| Arbitro: | José María Sánchez Martínez |

|           |           |  |
| Paixão 3’ | Marcatori |  |

| Arbitro: | Jesús Gil Manzano |

|           |           |                    |
| Maeda 79’ | Marcatori | 45’ Olise 49’ Kane |

| Arbitro: | Maurizio Mariani |

|  |           |              |
|  | Marcatori | 48’ Paulidīs |

##### Ritorno
| Arbitro: | Szymon Marciniak |

|            |           |              |
| Giménez 1’ | Marcatori | 73’ Carranza |

| Arbitro: | Felix Zwayer |

|             |           |                            |
| Lookman 46’ | Marcatori | 3’, 27’ Talbi 45+3’ Jutglà |

| Arbitro: | Benoît Bastien |

|              |           |          |
| Davies 90+4’ | Marcatori | 63’ Kühn |

| Arbitro: | Glenn Nyberg |

|                                              |           |                                            |
| Aktürkoğlu 22’ Paulidīs 76’ (rig.) Kökçü 84’ | Marcatori | 32’ Minamino 51’ Ben Seghir 81’ Ilenikhena |

| Dortmund 19 febbraio 2025, ore 18:45 CET ← andata | Borussia Dortmund | 0 – 0 (tot.: 3-0) referto | Sporting Lisbona | Westfalenstadion (80 300 spett.)\| Arbitro: \| Davide Massa \| |
| Arbitro:                                          | Davide Massa      |                           |                  |                                                                |

| Arbitro: | Michael Oliver |

|                                                                                     |           |  |
| Barcola 20’ K'varatskhelia 39’ Vitinha 59’ Doué 64’ Mendes 69’ Ramos 76’ Mayulu 86’ | Marcatori |  |

| Arbitro: | István Kovács |

|                     |           |                |
| Mbappé 4’, 33’, 61’ | Marcatori | 90+2’ González |

| Arbitro: | Slavko Vinčić |

|                                      |           |          |
| Perišić 53’ Saibari 74’ Flamingo 98’ | Marcatori | 63’ Weah |

### Ottavi di finale

#### Sorteggio
Il sorteggio è diviso in quattro urne, in base agli abbinamenti prestabiliti per la fase a eliminazione diretta. Le squadre sono assegnate in base alla loro posizione finale nella fase campionato. Le squadre classificate dalla prima all'ottava posizione sono teste di serie, e giocano le partite di ritorno in casa, mentre le squadre vincitrici degli spareggi non sono teste di serie.
| 1ª/2ª classificata vs 15ª/16ª/17ª/18ª classificata | 1ª/2ª classificata vs 15ª/16ª/17ª/18ª classificata | 3ª/4ª classificata vs 13ª/14ª/19ª/20ª classificata | 3ª/4ª classificata vs 13ª/14ª/19ª/20ª classificata |
| Teste di serie                                     | Non teste di serie                                 | Teste di serie                                     | Non teste di serie                                 |
| -------------------------------------------------- | -------------------------------------------------- | -------------------------------------------------- | -------------------------------------------------- |
| Liverpool Barcellona                               | Paris Saint-Germain Benfica                        | Arsenal Inter                                      | PSV Feyenoord                                      |

| 5ª/6ª classificata vs 11ª/12ª/21ª/22ª classificata | 5ª/6ª classificata vs 11ª/12ª/21ª/22ª classificata | 7ª/8ª classificata vs 9ª/10ª/23ª/24ª classificata | 7ª/8ª classificata vs 9ª/10ª/23ª/24ª classificata |
| Teste di serie                                     | Non teste di serie                                 | Teste di serie                                    | Non teste di serie                                |
| -------------------------------------------------- | -------------------------------------------------- | ------------------------------------------------- | ------------------------------------------------- |
| Atlético Madrid Bayer Leverkusen                   | Real Madrid Bayern Monaco                          | Lilla Aston Villa                                 | Club Bruges Borussia Dortmund                     |

#### Risultati
| Squadra 1           | Totale          | Squadra 2        | Andata | Ritorno     |
| ------------------- | --------------- | ---------------- | ------ | ----------- |
| Paris Saint-Germain | 1 - 1 (4-1 dtr) | Liverpool        | 0 - 1  | 1 - 0 (dts) |
| Club Bruges         | 1 - 6           | Aston Villa      | 1 - 3  | 0 - 3       |
| Real Madrid         | 2 - 2 (4-2 dtr) | Atlético Madrid  | 2 - 1  | 0 - 1 (dts) |
| PSV                 | 3 - 9           | Arsenal          | 1 - 7  | 2 - 2       |
| Benfica             | 1 - 4           | Barcellona       | 0 - 1  | 1 - 3       |
| Borussia Dortmund   | 3 - 2           | Lilla            | 1 - 1  | 2 - 1       |
| Bayern Monaco       | 5 - 0           | Bayer Leverkusen | 3 - 0  | 2 - 0       |
| Feyenoord           | 1 - 4           | Inter            | 0 - 2  | 1 - 2       |

##### Andata
| Arbitro: | João Pinheiro |

|               |           |                                                 |
| De Cuyper 12’ | Marcatori | 3’ Bailey 82’ (aut.) Mechele 88’ (rig.) Asensio |

| Arbitro: | Clément Turpin |

|                     |           |             |
| Rodrygo 4’ Díaz 55’ | Marcatori | 32’ Álvarez |

| Arbitro: | Jesús Gil Manzano |

|                 |           |                                                                                |
| Lang 43’ (rig.) | Marcatori | 18’ Timber 21’ Nwaneri 31’ Merino 47’, 73’ Ødegaard 48’ Trossard 85’ Calafiori |

| Arbitro: | José María Sánchez Martínez |

|             |           |                |
| Adeyemi 22’ | Marcatori | 68’ Haraldsson |

| Arbitro: | Espen Eskås |

|  |           |                            |
|  | Marcatori | 38’ Thuram 50’ L. Martínez |

| Arbitro: | Davide Massa |

|  |           |             |
|  | Marcatori | 87’ Elliott |

| Arbitro: | Michael Oliver |

|                                 |           |  |
| Kane 9’, 75’ (rig.) Musiala 54’ | Marcatori |  |

| Arbitro: | Felix Zwayer |

|  |           |              |
|  | Marcatori | 61’ Raphinha |

##### Ritorno
| Arbitro: | François Letexier |

|                             |           |              |
| Raphinha 11’, 42’ Yamal 27’ | Marcatori | 13’ Otamendi |

| Arbitro: | István Kovács |

|                   |                      |                            |
|                   | Marcatori            | 12’ Dembélé                |
| Salah Núñez Jones | Tiri di rigore 1 – 4 | Vitinha Ramos Dembélé Doué |

| Arbitro: | Ivan Kružliak |

|                                 |           |                  |
| Thuram 8’ Çalhanoğlu 51’ (rig.) | Marcatori | 42’ (rig.) Moder |

| Arbitro: | Slavko Vinčić |

|  |           |                     |
|  | Marcatori | 52’ Kane 71’ Davies |

| Arbitro: | Sandro Schärer |

|          |           |                          |
| David 5’ | Marcatori | 54’ (rig.) Can 65’ Beier |

| Arbitro: | Daniel Siebert |

|                              |           |  |
| Asensio 50’, 61’ Maatsen 57’ | Marcatori |  |

| Arbitro: | Szymon Marciniak |

|                                 |                      |                                            |
| Gallagher 1’                    | Marcatori            |                                            |
| Sørloth Álvarez Correa Llorente | Tiri di rigore 2 – 4 | Mbappé Bellingham Valverde Vázquez Rüdiger |

| Arbitro: | Rade Obrenović |

|                      |           |                          |
| Zinčenko 6’ Rice 37’ | Marcatori | 18’ Perišić 70’ Driouech |

### Quarti di finale

#### Risultati
| Squadra 1           | Totale | Squadra 2         | Andata | Ritorno |
| ------------------- | ------ | ----------------- | ------ | ------- |
| Paris Saint-Germain | 5 - 4  | Aston Villa       | 3 - 1  | 2 - 3   |
| Arsenal             | 5 - 1  | Real Madrid       | 3 - 0  | 2 - 1   |
| Barcellona          | 5 - 3  | Borussia Dortmund | 4 - 0  | 1 - 3   |
| Bayern Monaco       | 3 - 4  | Inter             | 1 - 2  | 2 - 2   |

##### Andata
| Arbitro: | Irfan Peljto |

|                          |           |  |
| Rice 58’, 70’ Merino 75’ | Marcatori |  |

| Arbitro: | Sandro Schärer |

|            |           |                              |
| Müller 85’ | Marcatori | 38’ L. Martínez 88’ Frattesi |

| Arbitro: | Maurizio Mariani |

|                                          |           |            |
| Doué 39’ K'varatskhelia 49’ Mendes 90+2’ | Marcatori | 35’ Rogers |

| Arbitro: | Espen Eskås |

|                                             |           |  |
| Raphinha 25’ Lewandowski 48’, 66’ Yamal 77’ | Marcatori |  |

##### Ritorno
| Arbitro: | Maurizio Mariani |

|                               |           |                       |
| Guirassy 11’ (rig.), 49’, 76’ | Marcatori | 54’ (aut.) Bensebaini |

| Arbitro: | José María Sánchez Martínez |

|                                    |           |                       |
| Tielemans 34’ McGinn 55’ Konsa 57’ | Marcatori | 11’ Hakimi 27’ Mendes |

| Arbitro: | Slavko Vinčić |

|                            |           |                   |
| L. Martínez 58’ Pavard 61’ | Marcatori | 52’ Kane 76’ Dier |

| Arbitro: | François Letexier |

|              |           |                           |
| Vinícius 67’ | Marcatori | 65’ Saka 90+3’ Martinelli |

### Semifinali

#### Risultati
| Squadra 1  | Totale | Squadra 2           | Andata | Ritorno     |
| ---------- | ------ | ------------------- | ------ | ----------- |
| Arsenal    | 1 - 3  | Paris Saint-Germain | 0 - 1  | 1 - 2       |
| Barcellona | 6 - 7  | Inter               | 3 - 3  | 3 - 4 (dts) |

##### Andata
| Arbitro: | Slavko Vinčić |

|  |           |            |
|  | Marcatori | 4’ Dembélé |

| Arbitro: | Clément Turpin |

|                                        |           |                             |
| Yamal 24’ Torres 38’ Sommer 65’ (aut.) | Marcatori | 1’ Thuram 21’, 64’ Dumfries |

##### Ritorno
| Arbitro: | Szymon Marciniak |

|                                                                   |           |                                  |
| L. Martínez 21’ Çalhanoğlu 45+1’ (rig.) Acerbi 90+3’ Frattesi 99’ | Marcatori | 54’ García 60’ Olmo 87’ Raphinha |

| Arbitro: | Felix Zwayer |

|                       |           |          |
| Fabián 27’ Hakimi 72’ | Marcatori | 76’ Saka |

### Finale
| Arbitro: | István Kovács |

|                                                        |           |  |
| Hakimi 12’ Doué 20’, 63’ K'varatskhelia 73’ Mayulu 86’ | Marcatori |  |